# غلين بول
غلين بول (بالإنجليزية: Glenn Poole)‏ (3 فبراير 1981 في المملكة المتحدة - ) هو لاعب كرة قدم بريطاني في مركز جناح. لعب مع نادي بارنت ونادي برينتفورد ونادي روتشديل ويوفل تاون وبرينتري تاون وكانفي آيلاند وRedbridge F.C. ‏ ونادي باث سيتي وبيليريكاي تاون وThurrock F.C. ‏ وإيه أف سي ويمبلدون وغرايز أتلاتيك ‏.

## وصلات خارجية
- غلين بول على موقع قاعدة بيانات كرة القدم.إي يو (الإنجليزية)
- غلين بول على موقع Soccerbase.com (لاعب) (الإنجليزية)